# Botanophila petrophila
Botanophila petrophila este o specie de muște din genul Botanophila, familia Anthomyiidae. A fost descrisă pentru prima dată de Ringdahl în anul 1926.
Este endemică în Sweden. Conform Catalogue of Life specia Botanophila petrophila nu are subspecii cunoscute.